# Pandharpur
Pandharpur es una ciudad censal situada en el distrito de Aurangabad en el estado de Maharashtra (India). Su población es de 10346 habitantes (2011). Se encuentra a 13 km de Aurangabad.

## Demografía
Según el censo de 2011 la población de Pandharpur era de 10346 habitantes, de los cuales 5529 eran hombres y 4817 eran mujeres. Pandharpur tiene una tasa media de alfabetización del 78,75%, superior a la media estatal del 82,34%: la alfabetización masculina es del 86,50%, y la alfabetización femenina del 69,68%.